# لي هيري
لي هيري (بالكورية: 이혜리)‏، ومعروفة باسم هيري (بالإنجليزية: Hyeri)‏، هي مغنية وممثلة وشخصية تلفزيونية كورية جنوبية. ولدت في 9 يونيو 1994 في غوانغجو، كوريا الجنوبية.

## الأعمال

### مسلسلات
| السنة     | العنوان                            | الدور                       | م.     |
| --------- | ---------------------------------- | --------------------------- | ------ |
| 2012      | حياة لذيذة                         | جانغ مي هيون                | [ 5 ]  |
| 2014–2015 | تلميذة المباحث                     | لي يي هي                    | [ 6 ]  |
| 2015      | هايد جيكل، أنا                     | مين وو جونغ                 | [ 7 ]  |
| 2015–2016 | ريبلاي 1988                        | سونغ دوك سيون / سونغ سو يون | [ 8 ]  |
| 2016      | الفنان                             | جونغ جو رين                 | [ 9 ]  |
| 2017–2018 | شرطيان                             | سونغ جي ان                  | [ 10 ] |
| 2019      | الآنسة لي                          | لي سيون شيم                 | [ 11 ] |
| 2020      | ذكريات الشباب                      | لي هي جي                    | [ 12 ] |
| 2021      | شريكي في السكن جوميهو              | لي دام                      | [ 13 ] |
| 2021–2022 | عندما تتفتح الأزهار، أفكر في القمر | كانغ رو سيو                 | [ 14 ] |
| 2022      | هل لي أن أساعدك                    | بايك دونغ جو                | [ 15 ] |
| 2025      | التنافس الودي                      | يو جي-يي                    | [ 16 ] |

## روابط خارجية
- لي هيري على موقع IMDb (الإنجليزية)
- لي هيري على موقع روتن توميتوز (الإنجليزية)
- لي هيري على موقع ميوزك برينز (الإنجليزية)
- لي هيري على موقع ميوزك برينز (الإنجليزية)
- لي هيري على موقع قاعدة بيانات الفيلم (الإنجليزية)
- لي هيري على موقع كينوبويسك (الروسية)